# Großer Preis von Ungarn 1992
Der Große Preis von Ungarn 1992 (offiziell Marlboro Magyar Nagydí) fand am 16. August auf dem Hungaroring in Mogyoród in der Nähe von Budapest statt und war das elfte Rennen der Formel-1-Weltmeisterschaft 1992.

## Berichte

### Hintergrund
Vor dem Rennwochenende gab es einen Fahrerwechsel: Eric van de Poele wechselte von Brabham zu Fondmetal, um dort Andrea Chiesa zu ersetzen, der seine Formel-1-Karriere nach nur wenigen Monaten beendete. Rechtzeitig zu diesem Wechsel wurde ein neues Chassis vom Typ GR02 fertiggestellt, nachdem das von Chiesa genutzte Exemplar während des Trainings zum Großen Preis von Frankreich irreparabel beschädigt worden war. Brabham engagierte keinen Ersatzfahrer, sodass Damon Hill als einziger Pilot für das Team antrat.
Mit Ayrton Senna (zweimal), Thierry Boutsen und Nigel Mansell (jeweils einmal) traten drei ehemalige Sieger zu diesem Grand Prix an.

### Training
Zum ersten Mal in der laufenden Saison konnte Riccardo Patrese die Trainingsbestzeit erzielen und somit seinen Williams-Teamkollegen Mansell, der an den zehn zurückliegenden Rennwochenenden neun Mal die Pole-Position erreicht hatte, auf den zweiten Startplatz verweisen. Senna und Michael Schumacher bildeten die zweite Startreihe vor ihren jeweiligen Teamkollegen Gerhard Berger und Martin Brundle.

### Rennen
Patrese ging von der Pole-Position aus in Führung. Um eine Kollision mit seinem Teamkollegen zu vermeiden, musste Mansell kurz vom Gas gehen, was den beiden McLaren-Piloten Senna und Berger ermöglichte, an ihm vorbeizuziehen. Weiter hinten im Feld kollidierten die beiden Ligier-Piloten Érik Comas und Boutsen, was zu Drehern der beiden führte. Johnny Herbert und Gabriele Tarquini konnten nicht rechtzeitig ausweichen und wurden somit in den Unfall verwickelt. Alle vier beteiligten Piloten konnten das Rennen nicht fortsetzen.
In der achten Runde zog Mansell an Berger vorbei. Beim Versuch, auch Senna zu überholen, machte er jedoch im 31. Umlauf einen Fehler, wodurch Berger wieder auf den dritten Platz gelangte. Drei Runden später zog Mansell erneut an ihm vorbei. Als Patrese nach einem Fahrfehler zunächst zurückfiel und schließlich wegen eines Motorschadens aufgeben musste, lag Mansell auf dem zweiten Rang, der theoretisch ausreichte, um bereits im elften von 16 Saisonrennen vorzeitig den Weltmeistertitel sicherzustellen. Durch einen unplanmäßigen Boxenstopp fiel er jedoch 15 Runden vor dem Ende des Rennens auf den sechsten Rang zurück. Er profitierte daraufhin vom Ausfall Schumachers, der durch einen Bruch des Heckflügels infolge einer Kollision mit seinem Teamkollegen Brundle ausgelöst wurde.
Nachdem Mansell innerhalb von sieben Umläufen an Mika Häkkinen, Brundle und Berger vorbeigezogen war, lag er erneut auf dem zweiten Rang. Häkkinen zog in der 73. Runde an Brundle, dessen sechster Gang zu diesem Zeitpunkt nicht mehr funktionierte, vorbei. Im Zuge eines missglückten Überholmanövers gegen Berger drehte sich Häkkinen. Beim Versuch, eine Kollision mit diesem zu vermeiden, drehte sich Berger ebenfalls. Beide konnten das Rennen allerdings ohne Positionsverlust fortsetzen. Somit siegte Senna vor Mansell, Berger, Häkkinen und Brundle. Ivan Capelli erhielt als Sechster den letzten WM-Punkt des Tages.
Mit dem Gewinn des Weltmeistertitels nach dem elften von 16 Saisonrennen stellte Mansell einen Rekord auf, der erst zehn Jahre später von Schumacher gebrochen wurde.

## Meldeliste
| Team                           | Nr. | Fahrer             | Chassis          | Motor                       | Reifen |
| ------------------------------ | --- | ------------------ | ---------------- | --------------------------- | ------ |
| Honda Marlboro McLaren         | 01  | Ayrton Senna       | McLaren MP4/7A   | Honda RA122E 3.5 V12        | G      |
| Honda Marlboro McLaren         | 02  | Gerhard Berger     | McLaren MP4/7A   | Honda RA122E 3.5 V12        | G      |
| Tyrrell Racing Organisation    | 03  | Olivier Grouillard | Tyrrell 020B     | Ilmor 2175A 3.5 V10         | G      |
| Tyrrell Racing Organisation    | 04  | Andrea de Cesaris  | Tyrrell 020B     | Ilmor 2175A 3.5 V10         | G      |
| Canon Williams Team            | 05  | Nigel Mansell      | Williams FW14B   | Renault RS3C 3.5 V10        | G      |
| Canon Williams Team            | 06  | Riccardo Patrese   | Williams FW14B   | Renault RS3C 3.5 V10        | G      |
| Motor Racing Developments      | 08  | Damon Hill         | Brabham BT60B    | Judd GV 3.5 V10             | G      |
| Footwork Mugen Honda           | 09  | Michele Alboreto   | Footwork FA13    | Mugen-Honda MF-351H 3.5 V10 | G      |
| Footwork Mugen Honda           | 10  | Aguri Suzuki       | Footwork FA13    | Mugen-Honda MF-351H 3.5 V10 | G      |
| Team Lotus                     | 11  | Mika Häkkinen      | Lotus 107        | Ford Cosworth HB 3.5 V8     | G      |
| Team Lotus                     | 12  | Johnny Herbert     | Lotus 107        | Ford Cosworth HB 3.5 V8     | G      |
| Fondmetal                      | 14  | Eric van de Poele  | Fondmetal GR02   | Ford Cosworth HB 3.5 V8     | G      |
| Fondmetal                      | 15  | Gabriele Tarquini  | Fondmetal GR02   | Ford Cosworth HB 3.5 V8     | G      |
| March F1                       | 16  | Karl Wendlinger    | March CG911      | Ilmor 2175A 3.5 V10         | G      |
| March F1                       | 17  | Paul Belmondo      | March CG911      | Ilmor 2175A 3.5 V10         | G      |
| Camel Benetton Ford            | 19  | Michael Schumacher | Benetton B192    | Ford Cosworth HB 3.5 V8     | G      |
| Camel Benetton Ford            | 20  | Martin Brundle     | Benetton B192    | Ford Cosworth HB 3.5 V8     | G      |
| BMS Scuderia Italia            | 21  | JJ Lehto           | Dallara 192      | Ferrari 037 3.5 V12         | G      |
| BMS Scuderia Italia            | 22  | Pierluigi Martini  | Dallara 192      | Ferrari 037 3.5 V12         | G      |
| Minardi Team                   | 33  | Alessandro Zanardi | Minardi M192     | Lamborghini 3512 3.5 V12    | G      |
| Minardi Team                   | 24  | Gianni Morbidelli  | Minardi M192     | Lamborghini 3512 3.5 V12    | G      |
| Ligier Gitanes Blondes         | 25  | Thierry Boutsen    | Ligier JS37      | Renault RS3C 3.5 V10        | G      |
| Ligier Gitanes Blondes         | 26  | Érik Comas         | Ligier JS37      | Renault RS3C 3.5 V10        | G      |
| Scuderia Ferrari               | 27  | Jean Alesi         | Ferrari F92A     | Ferrari 040 3.5 V12         | G      |
| Scuderia Ferrari               | 28  | Ivan Capelli       | Ferrari F92A     | Ferrari 040 3.5 V12         | G      |
| Central Park Venturi Larrousse | 29  | Bertrand Gachot    | Venturi LC92     | Lamborghini 3512 3.5 V12    | G      |
| Central Park Venturi Larrousse | 30  | Ukyō Katayama      | Venturi LC92     | Lamborghini 3512 3.5 V12    | G      |
| Sasol Jordan Yamaha            | 32  | Stefano Modena     | Jordan 192       | Yamaha OX99 3.5 V12         | G      |
| Sasol Jordan Yamaha            | 33  | Maurício Gugelmin  | Jordan 192       | Yamaha OX99 3.5 V12         | G      |
| Andrea Moda Formula            | 34  | Roberto Moreno     | Andrea Moda S921 | Judd GV 3.5 V10             | G      |
| Andrea Moda Formula            | 35  | Perry McCarthy     | Andrea Moda S921 | Judd GV 3.5 V10             | G      |

## Klassifikationen

### Qualifying
| Pos. | Fahrer             | Konstrukteur         | Vorqualifikation | Vorqualifikation  | 1. Qualifikationstraining | 1. Qualifikationstraining | 2. Qualifikationstraining | 2. Qualifikationstraining | Start |
| Pos. | Fahrer             | Konstrukteur         | Zeit             | Ø-Geschwindigkeit | Zeit                      | Ø-Geschwindigkeit         | Zeit                      | Ø-Geschwindigkeit         | Start |
| ---- | ------------------ | -------------------- | ---------------- | ----------------- | ------------------------- | ------------------------- | ------------------------- | ------------------------- | ----- |
| 01   | Riccardo Patrese   | Williams-Renault     | –                | –                 | 1:15,476                  | 189,263 km/h              | 1:15,725                  | 188,640 km/h              | 01    |
| 02   | Nigel Mansell      | Williams-Renault     | –                | –                 | 1:15,643                  | 188,845 km/h              | 1:15,950                  | 188,082 km/h              | 02    |
| 03   | Ayrton Senna       | McLaren-Honda        | –                | –                 | 1:16,467                  | 186,810 km/h              | 1:16,267                  | 187,300 km/h              | 03    |
| 04   | Michael Schumacher | Benetton-Ford        | –                | –                 | 1:17,070                  | 185,348 km/h              | 1:16,524                  | 186,671 km/h              | 04    |
| 05   | Gerhard Berger     | McLaren-Honda        | –                | –                 | 1:17,277                  | 184,852 km/h              | 1:17,414                  | 184,525 km/h              | 05    |
| 06   | Martin Brundle     | Benetton-Ford        | –                | –                 | 1:18,843                  | 181,180 km/h              | 1:18,148                  | 182,792 km/h              | 06    |
| 07   | Michele Alboreto   | Footwork-Mugen-Honda | –                | –                 | 1:20,538                  | 177,367 km/h              | 1:18,604                  | 181,731 km/h              | 07    |
| 08   | Thierry Boutsen    | Ligier-Renault       | –                | –                 | 1:18,799                  | 181,281 km/h              | 1:18,618                  | 181,699 km/h              | 08    |
| 09   | Jean Alesi         | Ferrari              | –                | –                 | 1:19,511                  | 179,658 km/h              | 1:18,665                  | 181,590 km/h              | 09    |
| 10   | Ivan Capelli       | Ferrari              | –                | –                 | 1:19,313                  | 180,107 km/h              | 1:18,765                  | 181,360 km/h              | 10    |
| 11   | Érik Comas         | Ligier-Renault       | –                | –                 | 1:19,193                  | 180,380 km/h              | 1:18,902                  | 181,045 km/h              | 11    |
| 12   | Gabriele Tarquini  | Fondmetal-Ford       | 1:22,412         | 173,334 km/h      | 1:19,555                  | 179,559 km/h              | 1:19,123                  | 180,539 km/h              | 12    |
| 13   | Johnny Herbert     | Lotus-Ford           | –                | –                 | 1:19,555                  | 179,559 km/h              | 1:19,143                  | 180,494 km/h              | 13    |
| 14   | Aguri Suzuki       | Footwork-Mugen-Honda | –                | –                 | 1:21,064                  | 176,216 km/h              | 1:19,200                  | 180,364 km/h              | 14    |
| 15   | Bertrand Gachot    | Venturi-Lamborghini  | –                | –                 | 1:19,819                  | 178,965 km/h              | 1:19,365                  | 179,989 km/h              | 15    |
| 16   | Mika Häkkinen      | Lotus-Ford           | –                | –                 | 1:19,587                  | 179,487 km/h              | 1:20,390                  | 177,694 km/h              | 16    |
| 17   | Paul Belmondo      | March-Ilmor          | –                | –                 | 1:21,781                  | 174,671 km/h              | 1:19,626                  | 179,399 km/h              | 17    |
| 18   | Eric van de Poele  | Fondmetal-Ford       | 1:23,398         | 171,285 km/h      | 1:21,741                  | 174,757 km/h              | 1:19,776                  | 179,061 km/h              | 18    |
| 19   | Andrea de Cesaris  | Tyrrell-Ilmor        | –                | –                 | 1:20,003                  | 178,553 km/h              | 1:19,867                  | 178,857 km/h              | 19    |
| 20   | Ukyō Katayama      | Venturi-Lamborghini  | 1:24,421         | 169,209 km/h      | 1:20,209                  | 178,095 km/h              | 1:19,990                  | 178,582 km/h              | 20    |
| 21   | Maurício Gugelmin  | Jordan-Yamaha        | –                | –                 | 1:20,481                  | 177,493 km/h              | 1:20,023                  | 178,509 km/h              | 21    |
| 22   | Olivier Grouillard | Tyrrell-Ilmor        | –                | –                 | 1:21,193                  | 175,936 km/h              | 1:20,063                  | 178,419 km/h              | 22    |
| 23   | Karl Wendlinger    | March-Ilmor          | –                | –                 | 1:21,116                  | 176,103 km/h              | 1:20,315                  | 177,860 km/h              | 23    |
| 24   | Stefano Modena     | Jordan-Yamaha        | –                | –                 | 1:20,819                  | 176,751 km/h              | 1:20,707                  | 176,996 km/h              | 24    |
| 25   | Damon Hill         | Brabham-Judd         | –                | –                 | 1:22,369                  | 173,424 km/h              | 1:20,781                  | 176,834 km/h              | 25    |
| 26   | Pierluigi Martini  | Dallara-Ferrari      | –                | –                 | 1:22,731                  | 172,666 km/h              | 1:20,988                  | 176,382 km/h              | 26    |
| DNQ  | Gianni Morbidelli  | Minardi-Lamborghini  | –                | –                 | 1:22,176                  | 173,832 km/h              | 1:21,246                  | 175,822 km/h              | –     |
| DNQ  | JJ Lehto           | Dallara-Ferrari      | –                | –                 | 1:22,364                  | 173,435 km/h              | 1:21,288                  | 175,731 km/h              | –     |
| DNQ  | Alessandro Zanardi | Minardi-Lamborghini  | –                | –                 | 1:21,756                  | 174,725 km/h              | –                         | –                         | –     |
| DNQ  | Roberto Moreno     | Andrea Moda-Judd     | 1:25,567         | 166,943 km/h      | 1:22,286                  | 173,599 km/h              | 1:22,870                  | 172,376 km/h              | –     |
| DNPQ | Perry McCarthy     | Andrea Moda-Judd     | –                | –                 | –                         | –                         | –                         | –                         | –     |

### Rennen
| Pos. | Fahrer             | Konstrukteur         | Runden | Stopps | Zeit        | Start | Schnellste Runde |
| ---- | ------------------ | -------------------- | ------ | ------ | ----------- | ----- | ---------------- |
| 01   | Ayrton Senna       | McLaren-Honda        | 77     | 1      | 1:46:19,216 | 03    | 1:19,588         |
| 02   | Nigel Mansell      | Williams-Renault     | 77     | 1      | + 40,139    | 02    | 1:18,308         |
| 03   | Gerhard Berger     | McLaren-Honda        | 77     | 0      | + 50,782    | 05    | 1:20,722         |
| 04   | Mika Häkkinen      | Lotus-Ford           | 77     | 0      | + 54,313    | 16    | 1:20,658         |
| 05   | Martin Brundle     | Benetton-Ford        | 77     | 0      | + 57,498    | 06    | 1:20,005         |
| 06   | Ivan Capelli       | Ferrari              | 76     | 0      | + 1 Runde   | 10    | 1:22,620         |
| 07   | Michele Alboreto   | Footwork-Mugen-Honda | 75     | 0      | + 2 Runden  | 07    | 1:23,094         |
| 08   | Andrea de Cesaris  | Tyrrell-Ilmor        | 75     | 0      | + 2 Runden  | 19    | 1:21,808         |
| 09   | Paul Belmondo      | March-Ilmor          | 74     | 1      | + 3 Runden  | 17    | 1:22,840         |
| 10   | Maurício Gugelmin  | Jordan-Yamaha        | 73     | 1      | + 4 Runden  | 21    | 1:23,970         |
| 11   | Damon Hill         | Brabham-Judd         | 73     | 0      | + 4 Runden  | 25    | 1:24,777         |
| –    | Michael Schumacher | Benetton-Ford        | 63     | 0      | DNF         | 04    | 1:20,291         |
| –    | Riccardo Patrese   | Williams-Renault     | 55     | 0      | DNF         | 01    | 1:19,151         |
| –    | Pierluigi Martini  | Dallara-Ferrari      | 40     | 1      | DNF         | 26    | 1:23,925         |
| –    | Ukyō Katayama      | Venturi-Lamborghini  | 35     | 0      | DNF         | 20    | 1:23,419         |
| –    | Jean Alesi         | Ferrari              | 14     | 0      | DNF         | 09    | 1:23,307         |
| –    | Bertrand Gachot    | Venturi-Lamborghini  | 13     | 0      | DNF         | 15    | 1:25,486         |
| –    | Aguri Suzuki       | Footwork-Mugen-Honda | 13     | 0      | DNF         | 14    | 1:25,472         |
| –    | Olivier Grouillard | Tyrrell-Ilmor        | 13     | 0      | DNF         | 22    | 1:25,996         |
| –    | Karl Wendlinger    | March-Ilmor          | 13     | 0      | DNF         | 23    | 1:25,711         |
| –    | Stefano Modena     | Jordan-Yamaha        | 13     | 0      | DNF         | 24    | 1:26,724         |
| –    | Eric van de Poele  | Fondmetal-Ford       | 2      | 0      | DNF         | 18    | 1:29,910         |
| –    | Thierry Boutsen    | Ligier-Renault       | 0      | 0      | DNF         | 08    | –                |
| –    | Érik Comas         | Ligier-Renault       | 0      | 0      | DNF         | 11    | –                |
| –    | Gabriele Tarquini  | Fondmetal-Ford       | 0      | 0      | DNF         | 12    | –                |
| –    | Johnny Herbert     | Lotus-Ford           | 0      | 0      | DNF         | 13    | –                |

## WM-Stände nach dem Rennen
Die ersten sechs des Rennens bekamen 10, 6, 4, 3, 2 bzw. 1 Punkt(e).

### Fahrerwertung
| Pos. | Fahrer             | Konstrukteur         | Punkte |
| ---- | ------------------ | -------------------- | ------ |
| 01   | Nigel Mansell      | Williams-Renault     | 92     |
| 02   | Riccardo Patrese   | Williams-Renault     | 40     |
| 03   | Ayrton Senna       | McLaren-Honda        | 34     |
| 04   | Michael Schumacher | Benetton-Ford        | 33     |
| 05   | Gerhard Berger     | McLaren-Honda        | 24     |
| 06   | Martin Brundle     | Benetton-Ford        | 18     |
| 07   | Jean Alesi         | Ferrari              | 13     |
| 08   | Mika Häkkinen      | Lotus-Ford           | 8      |
| 09   | Michele Alboreto   | Footwork-Mugen-Honda | 5      |
| 10   | Andrea de Cesaris  | Tyrrell-Ilmor        | 4      |
| 11   | Érik Comas         | Ligier-Renault       | 4      |
| 12   | Karl Wendlinger    | March-Ilmor          | 3      |
| 13   | Ivan Capelli       | Ferrari              | 3      |
| 14   | Pierluigi Martini  | Dallara-Ferrari      | 2      |
| 15   | Johnny Herbert     | Lotus-Ford           | 2      |
| 16   | Bertrand Gachot    | Venturi-Lamborghini  | 1      |

| Pos. | Fahrer               | Konstrukteur                  | Punkte |
| ---- | -------------------- | ----------------------------- | ------ |
| 17   | Aguri Suzuki         | Footwork-Mugen-Honda          | 0      |
| 18   | Gianni Morbidelli    | Minardi-Lamborghini           | 0      |
| 19   | Thierry Boutsen      | Ligier-Renault                | 0      |
| 20   | Maurício Gugelmin    | Jordan-Yamaha                 | 0      |
| 21   | JJ Lehto             | Dallara-Ferrari               | 0      |
| 22   | Christian Fittipaldi | Minardi-Lamborghini           | 0      |
| 23   | Olivier Grouillard   | Tyrrell-Ilmor                 | 0      |
| 24   | Ukyō Katayama        | Venturi-Lamborghini           | 0      |
| 25   | Paul Belmondo        | March-Ilmor                   | 0      |
| 26   | Damon Hill           | Brabham-Judd                  | 0      |
| 27   | Eric van de Poele    | Brabham-Judd / Fondmetal-Ford | 0      |
| 28   | Gabriele Tarquini    | Fondmetal-Ford                | 0      |
| –    | Stefano Modena       | Jordan-Yamaha                 | 0      |
| –    | Andrea Chiesa        | Fondmetal-Ford                | 0      |
| –    | Roberto Moreno       | Andrea Moda-Judd              | 0      |
| –    | Alessandro Zanardi   | Minardi-Lamborghini           | 0      |

### Konstrukteurswertung
| Pos. | Konstrukteur         | Punkte |
| ---- | -------------------- | ------ |
| 01   | Williams-Renault     | 132    |
| 03   | McLaren-Honda        | 58     |
| 02   | Benetton-Ford        | 51     |
| 04   | Ferrari              | 16     |
| 05   | Lotus-Ford           | 10     |
| 06   | Footwork-Mugen-Honda | 5      |
| 07   | Ligier-Renault       | 4      |
| 08   | Tyrrell-Ilmor        | 4      |

| Pos. | Konstrukteur        | Punkte |
| ---- | ------------------- | ------ |
| 09   | March-Ilmor         | 3      |
| 10   | Dallara-Ferrari     | 2      |
| 11   | Venturi-Lamborghini | 1      |
| 12   | Minardi-Lamborghini | 0      |
| 13   | Jordan-Yamaha       | 0      |
| 14   | Brabham-Judd        | 0      |
| 15   | Fondmetal-Ford      | 0      |
| –    | Andrea Moda-Judd    | 0      |